# Protesilaus
Protesilaos (în greacă Πρωτεσίλαος, în latină Protesilaus) a fost în mitologia greacă fiul regelui Tesaliei, Iphiclos.

## Mitologie
Protesilaus a participat cu 40 de corăbii la războiul troian și a fost prima victimă din rândurile grecilor  în cadrul acelui conflict.
Etimologia numelui denotă soarta personajului: el este primul (πρώτ-ος, protos) care va prăda, va distruge (σύλ-ησις, sylesis). El este primul dintre greci care sare pe țărmul troian, deși un oracol îl avertizase că-și va găsi moartea imediat după ce va atinge pământul Ilionului. Destinul i se împlini prin mâna lui Hector. Conducerea tesalienilor din Filake a fost preluată după moartea sa de Podarces, fratele său.
Soția lui Protesilaus, Laodameia, a obținut de la zei favoarea reînvierii eroului - soț, deoarece se căsătorise cu el de cu puțin înainte. Astfel, ea a putut trăi alături de soțul ei pentru scurt timp (unele versiuni ale legendei menționează durata unei zile, altele numai trei ore). Când acesta a fost rechemat în lumea umbrelor, Laodameia a creat o figură din ceară aidoma lui, pe care o venera ca pe un zeu, instituind pentru decedat chiar un fel de cult. Un sclav a surprins-o în timp ce îmbrățișa figura, ceea ce-l determină pe tatăl ei, Acastus, să o arunce în foc. Încercând să salveze statuia, tânăra văduvă a căzut ea însăși victimă flăcărilor.
Ca erou, Protesilaus a fost venerat într-un cult oracular în Eleont/Elaius, un polis întemeiat de atenieni pe peninsula tracică Chersonesos (azi Gallipoli, respectiv Gelibolu în Turcia), pentru a controla Hellespontul (Dardanelele de azi). Se pare că acest cult a servit, asemenea celui dedicat lui Rhesus, impunerii civilizației elene în regiunile cucerite.